# ريتشارد أبيل
ريتشارد أبيل هو عازف بيانو كندي، ولد في 1 أبريل 1955 في مونتريال في كندا.

## وصلات خارجية
- ريتشارد أبيل على موقع IMDb (الإنجليزية)
- ريتشارد أبيل على موقع ميوزك برينز (الإنجليزية)
- ريتشارد أبيل على موقع أول ميوزيك (الإنجليزية)
- ريتشارد أبيل على موقع ديسكوغز (الإنجليزية)